# Ernst Joll
Ernst-Aleksander Joll (ros. Эрнест Александр Густавович Йолл, Ernest Aleksandr Gustawowicz Joll; ur. 16 września 1902 w Tallinnie, zm. 3 kwietnia 1935 tamże) – estoński piłkarz występujący na pozycji pomocnika lub napastnika, reprezentant Estonii w latach 1920–1929, olimpijczyk, dziennikarz sportowy, felietonista.

## Kariera klubowa
Grę w piłkę nożną rozpoczął w wieku 18 lat w zespole ESS Tallinna Kalevi. W sezonie 1923 wywalczył z tym klubem tytuł mistrza Estonii i z trzema bramkami został królem strzelców rozgrywek. W latach 1926–1929 występował w Tallinna JK, gdzie dwukrotnie zdobył mistrzostwo kraju (1926, 1928).

## Kariera reprezentacyjna
17 października 1920 wystąpił w pierwszym w historii meczu reprezentacji Estonii przeciwko Finlandii w Helsinkach, zakończonym porażką 0:6. 25 września 1923 w spotkaniu z Polską (1:4) zdobył swoją pierwszą bramkę w drużynie narodowej. 30 września 1923 strzelił gola w meczu z Finlandią (2:1) w Tallinnie, przyczyniając się do odniesienia przez Estonię pierwszego zwycięstwa. W 1924 roku został przez Ferenca Kónyę powołany na igrzyska olimpijskie w Paryżu. Na turnieju tym wystąpił w przegranym 0:1 meczu pierwszej rundy ze Stanami Zjednoczonymi, po którym Estończycy odpadli z dalszej rywalizacji. Ogółem w latach 1920–1929 Joll rozegrał w reprezentacji 23 spotkania w których zdobył 5 bramek.

### Bramki w reprezentacji
| LP | Data             | Miejsce                      | Przeciwnik | Bramka | Rezultat | Ranga meczu     |
| -- | ---------------- | ---------------------------- | ---------- | ------ | -------- | --------------- |
| 1. | 25 września 1923 | Kalevi staadion, Tallinn     | Polska     | 1:4    | 1:4      | Mecz towarzyski |
| 2. | 30 września 1923 | Spordi staadion, Tallinn     | Finlandia  | 2:1    | 2:1      | Mecz towarzyski |
| 3. | 5 września 1926  | Töölön pallokenttä, Helsinki | Finlandia  | 1:0    | 1:1      | Mecz towarzyski |
| 4. | 10 sierpnia 1927 | Kadrioru staadion, Tallinn   | Finlandia  | 2:1    | 2:1      | Mecz towarzyski |
| 5. | 7 lipca 1929     | Landskrona IP, Landskrona    | Szwecja    | 1:4    | 1:4      | Mecz towarzyski |

## Kariera dziennikarska
W latach 1921–1927 pracował jako dziennikarz sportowy w gazetach „Rahvaleht” oraz „Eesti Päevaleht”. W 1927 roku był redaktorem naczelnym humorystycznego biuletynu „Kui inimene tahab saada teiseks Nurmiks”. W latach 1927–1935 współpracował z gazetami „Lääne Elu”, „Sport ja Auto”, „Uudisleht” i „Vaba Maa”, dla których publikował artykuły i felietony pod pseudonimami E. J., Ei-noh, Jaan Kägu oraz Rnst.. Był członkiem klubu dziennikarskiego Tallinn Spordipressi.

## Życie prywatne
Urodził się w 1902 roku jako pierwsze z trójki dzieci Gustava Jolla (1870–1955) i Emilie-Vilhemine Joll (1883–1922) z d. Meoma. Ukończył Jakob Westholmi Gümnaasium, a następnie Tallinna Tehnikum. Podczas I wojny światowej służył w Batalionie Uczniów Szkół Średnich w Tallinie (est. Tallinna Kooliõpilaste pataljon), gdzie dobrowolnie się zgłosił. Zmarł 3 kwietnia 1935 w wieku 32 lat na tyfus plamisty. 5 kwietnia został pochowany na cmentarzu Rahumäe w Tallinnie.

## Sukcesy

### Zespołowe
ESS Tallinna Kalevi
- mistrzostwo Estonii: 1923

Tallinna JK
- mistrzostwo Estonii: 1926, 1928

### Indywidualne
- król strzelców Meistriliigi: 1923 (3 gole)